# Foodpanda
foodpanda（フードパンダ）は、アプリまたはウェブサイトを通じて、対応する飲食店から出前を注文できるオンラインフードデリバリーサービスである。ドイツ・ベルリンに本社を置くデリバリーヒーロー傘下のブランドの一つである。

## 沿革
2012年にシンガポールで会社が設立され、同国およびマレーシア、タイなど周辺諸国でサービスを開始した。欧米の投資会社から資金を調達しアジア地域を中心にサービスを拡大、ドイツのベンチャーキャピタルであるロケット・インターネットが主要出資先となったのち、2016年12月、同業のデリバリーヒーローがロケット・インターネットと株式交換を行ったため、デリバリーヒーローの傘下となった。
創業以来オレンジのブランドカラーを用いていたが、2017年11月、ピンクのブランドカラーに変更された。2020年から、料理に加えて食料品や日用品の配達サービスをアジア諸国で順次開始した。

## 日本における展開

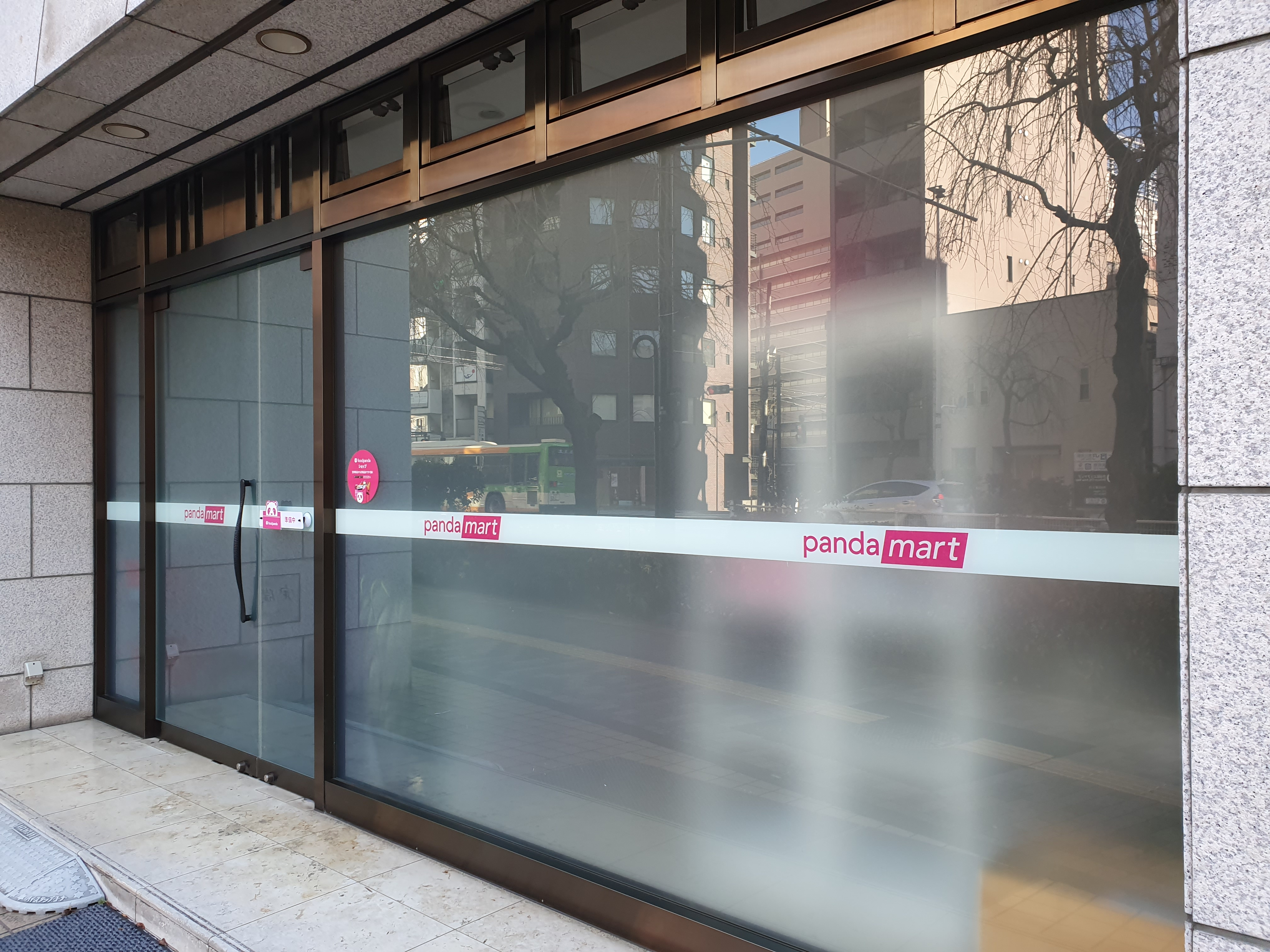
渋谷区でのpandamart

日本では、2020年9月17日から2022年1月31日までサービスが行われた。運営はデリバリーヒーローの日本法人「Delivery Hero Japan株式会社」（デリバリーヒーロージャパン、Delivery Hero Japan Co.,Ltd）により行われた。
- 2020年
  - 9月17日 - 横浜市・名古屋市・神戸市でサービス開始[7]。
  - 10月1日 - 札幌市・広島市・福岡市でサービス開始[7]。
  - 11月17日 - ローソンと提携し、食料品および、日用品や雑誌などのデリバリーサービスを開始[8]。
  - 12月21日 - 大阪市でサービス開始[9]。
- 2021年
  - 1月21日 - さいたま市・川崎市でサービス開始[10]。
  - 2月1日 - 北九州市でサービス開始[11]。
  - 2月18日 - 京都市でサービス開始[12]。
  - 2月25日 - 浜松市でサービス開始[13]。
  - 3月1日 - 岡山市・鹿児島市でサービス開始[14]。
  - 3月4日 - 仙台市でサービス開始[15]。
  - 3月15日 - 静岡市でサービス開始[16]。
  - 3月23日 - 堺市でサービス開始[17]。
  - 3月29日 - 千葉市・船橋市・姫路市でサービス開始[18]。
  - 4月2日 - 芦屋市でサービス開始[19]。
  - 4月16日 - 西宮市でサービス開始[19]。
  - 4月22日 - 川口市・戸田市・蕨市でサービス開始[20]。
  - 4月27日 - 同業の「FOODNEKO」（フードネコ、株式会社ダブリュービージェー運営）を統合[21]。
  - 4月28日 - 東京都区部（渋谷区・新宿区・港区・千代田区・中央区）でサービス開始[22]。以降他区でも順次サービス開始[23]。
  - 5月17日 - 岐阜市・熊本市でサービス開始[24]。
  - 5月31日 - 尼崎市でサービス開始[23]。
  - 6月23日 - 品川区、目黒区でサービス開始[25]。
  - 6月30日 - 松山市でサービス開始[26]。
  - 7月12日 - 大分市でサービス開始[27]。
  - 7月26日 - 配達専用ストアから日用品や食品などを即時配達するサービス「パンダマート」を神戸市で開始[28]。以降他地域でも順次サービス開始[29]
  - 8月4日 - 金沢市でサービス開始[30]。
  - 8月16日 - 高松市でサービス開始[31]。
  - 8月19日 - 宇都宮市でサービス開始[32]。
  - 11月18日 - ブランドキャラクター「パウパウ」導入[33]。
  - 12月22日 - デリバリーヒーロー本社が日本事業の売却（撤退）を発表[34]。
- 2022年1月31日 - 日本におけるサービス終了[6]。
- 2023年4月3日 - 「Delivery Hero Japan株式会社」解散（清算結了）[35]。

## CM
テレビCMが2020年11月以降放映された。
出演者
- 渡辺直美